# Lotus 97T
Lotus 97T je Lotusov dirkalnik Formule 1, ki je bil v uporabi v sezoni 1985, ko sta z njim dirkala Ayrton Senna in Elio De Angelis. Senna je dosegel dve zmagi na Velikih nagradah Portugalske in Belgije, De Angelis pa na Veliki nagradi San Marina. Ob tem sta dirkača dosegla še osem najboljših štartnih položajev, tri najhitrejše kroge in osem uvrstitev na stopničke. Ob koncu sezone je Lotus zasedel četrto mesto v konstruktorskem prvenstvu z 71-imi točkami.